# Komitat Jász-Nagykun-Szolnok (historisch)
Das Komitat Jász-Nagykun-Szolnok (deutsch selten auch Komitat Jaß-Großkumanien-Sollnock; ungarisch Jász-Nagykun-Szolnok vármegye, lateinisch comitatus Jazyga et Cumania Maior et Szolnokiensis) war eine Verwaltungseinheit im Zentrum des Königreichs Ungarn. Verwaltungssitz war Szolnok.
Das Gebiet liegt im heutigen Zentralungarn auf der Fläche des heutigen Komitats Jász-Nagykun-Szolnok, war allerdings etwas kleiner als dieses.

## Lage

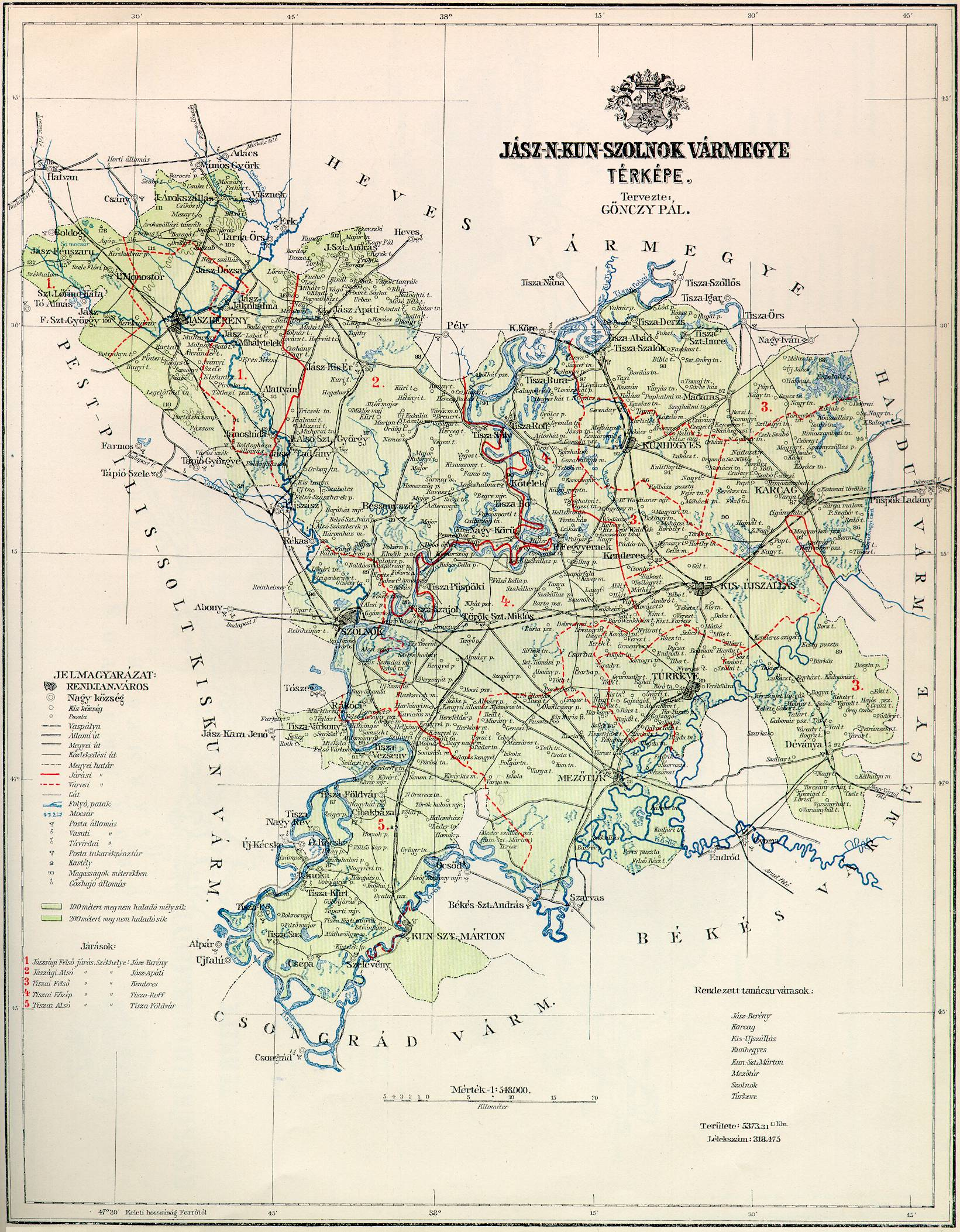
Karte des Komitats Jász-Nagykun-Szolnok um 1890

Das Komitat grenzte an die Komitate Pest-Pilis-Solt-Kiskun, Heves, Hajdú, Békés und Csongrád und wurde von den Flüssen Theiß und Körös durchflossen.

## Geschichte
Das Komitat entstand im 1876 durch den Zusammenschluss der Komitate Szolnok, Jászság (Jazygien) und Nagykunság (Großkumanien) und bestand in dieser Form bis zur großen Komitatsreform 1950. Im selben Jahr wurde im Zuge der großen Komitatsreform das Gebiet um Dévaványa dem Komitat Békés zugeteilt, im Gegenzug ebenso kam die linke Uferseite der Theiß (um Tiszafüred) vom Komitat Heves hinzu. Siehe weiter unter Komitat Jász-Nagykun-Szolnok.

## Bezirksunterteilung

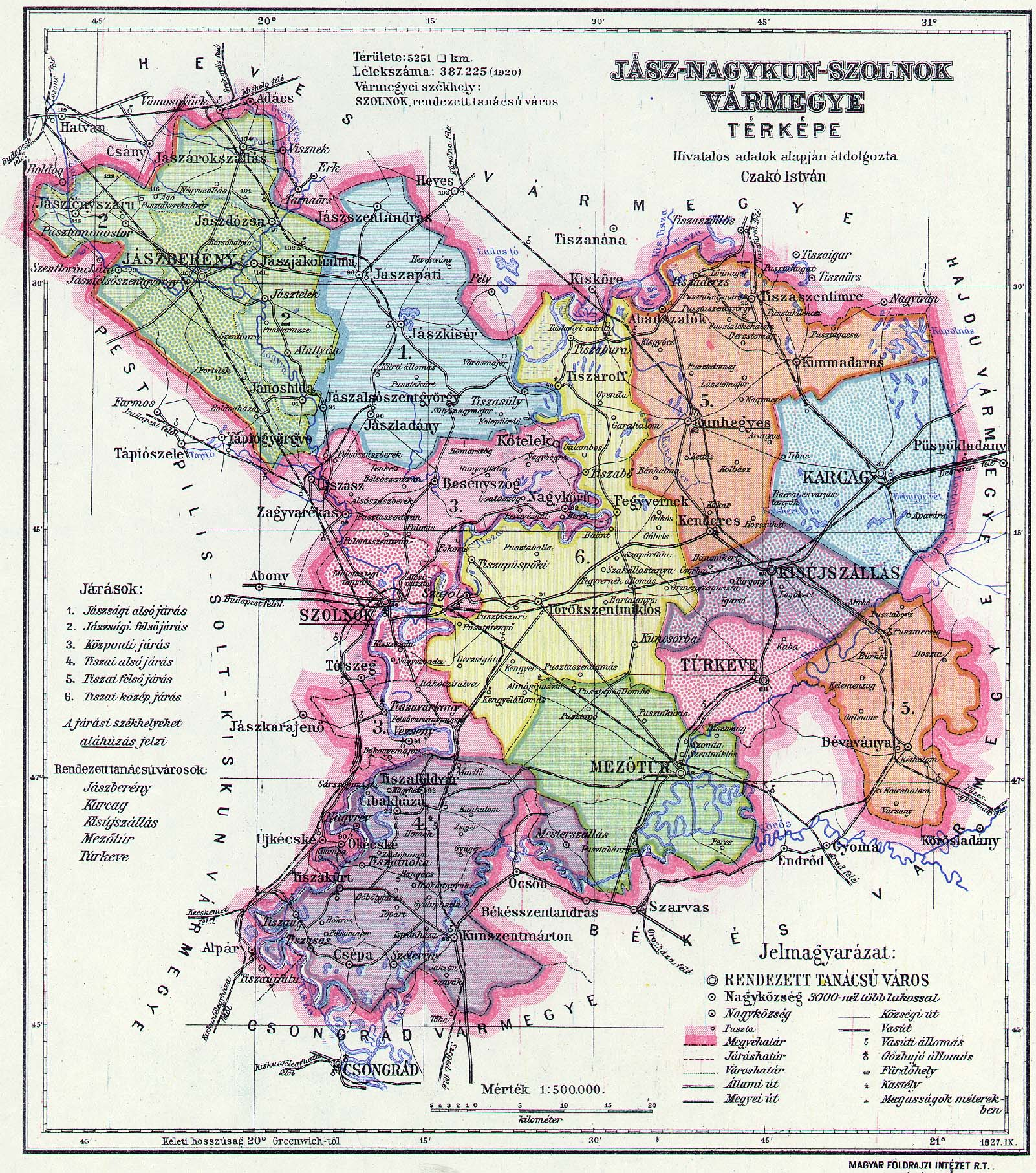
Administrative Karte

Im frühen 20. Jahrhundert bestanden folgende Stuhlbezirke:
| Stuhlbezirke (járások)                   | Stuhlbezirke (járások) |
| Stuhlbezirk                              | Verwaltungssitz        |
| ---------------------------------------- | ---------------------- |
| Jászság alsó („Unterjazygien“)           | Jászapáti              |
| Jászság felső („Oberjazygien“)           | Jászberény             |
| Tisza alsó („Untere Theiß“)              | Tiszaföldvár           |
| Tisza felső („Obere Theiß“)              | Kunhegyes              |
| Tisza közép („Mittlere Theiß“)           | Törökszentmiklós       |
| Stadtbezirke (rendezett tanácsú városok) |                        |
| Jászberény                               |                        |
| Karcag                                   |                        |
| Kisújszállás                             |                        |
| Mezőtúr                                  |                        |
| Szolnok                                  |                        |
| Túrkeve                                  |                        |

Alle genannten Orte liegen im heutigen Ungarn.